# Luzarinae
Sous-famille
Les Luzarinae sont une sous-famille d'insectes orthoptères de la famille des Gryllidae.
Elle forme un groupe avec les Cachoplistinae Saussure 1877, les Paragryllinae Desutter-Grandcolas 1988, les Phalangopsinae Blanchard 1845 et les Phaloriinae Gorochov 1985.

## Distribution
Les espèces de cette sous-famille se rencontrent en Amérique et en Afrique.

## Liste des genres
Selon Orthoptera Species File (27 mars 2010) :
- Acantoluzarida Desutter-Grandcolas, 1992
- Allochrates Desutter-Grandcolas, 1993
- Amphiacusta Saussure, 1874
- Amusina Hebard, 1928
- Amusodes Hebard, 1928
- Anacusta Hebard, 1928
- Aracamby de Mello, 1993
- Arachnopsita Desutter-Grandcolas & Hubbell, 1993
- Cacruzia de Mello, 1993
- Cantrallia Desutter-Grandcolas, 1994
- Cophella Hebard, 1928
- Dyscophogryllus Rehn, 1901
- Eidmanacris Chopard, 1956
- Endecous Saussure, 1878
- Endophallusia de Mello, 1990
- Gryllosoma Hebard, 1928
- Guabamima de Mello, 1993
- Izecksohniella de Mello, 1993
- Joadis Mews & Sperber, 2009
- Koilenoma Desutter-Grandcolas, 1993
- Larandeicus Chopard, 1937
- Leptopedetes Desutter-Grandcolas, 1994
- Leptopsis Desutter-Grandcolas, 1996
- Lerneca Walker, 1869
- Lernecella Hebard, 1928
- Lernecopsis de Mello, 1995
- Longuripes Desutter-Grandcolas & Hubbell, 1993
- Luzara Walker, 1869
- Luzarida Hebard, 1928
- Luzaridella Desutter-Grandcolas, 1992
- Marliella Mews & Mól, 2009
- Mayagryllus Desutter-Grandcolas & Hubbell, 1993
- Megalamusus Hebard, 1928
- Melanotes Desutter-Grandcolas, 1993
- Microlerneca de Mello, 1995
- Miogryllodes Hebard, 1928
- Nemoricantor Desutter-Grandcolas & Hubbell, 1993
- Niquirana Hebard, 1928
- Noctivox Desutter-Grandcolas & Hubbell, 1993
- Ochraperites Desutter-Grandcolas, 1993
- Ottedana de Mello & de Andrade, 2003
- Palpigera Hebard, 1928
- Paracophella Hebard, 1928
- Paracophus Chopard, 1947
- Peru Koçak & Kemal, 2008
- Prolonguripes Desutter-Grandcolas, 1993
- Prosthacusta Saussure, 1874
- Prosthama Hebard, 1928
- Rehniella Hebard, 1928
- Saopauloa Koçak & Kemal, 2008
- Smicrotes Desutter-Grandcolas, 1992
- Strinatia Chopard, 1970
- Tairona Hebard, 1928
- Vanzoliniella de Mello & Cezar dos Reis, 1994
- Zaora Walker, 1869
- †Araneagryllus Heads, 2010

## Référence
- Hebard, 1928 : The group Luzarae of the subfamily Phalangopsinae (Orthoptera : Gryllidae). Transactions of the American Entomological Society, vol. 54, p. 1-56.